# HD 89307
HD 89307 é uma estrela na constelação de Leo. Tem uma magnitude aparente de 7,03, sendo invisível a olho nu. Medições de paralaxe mostram que se encontra relativamente próxima do Sistema Solar, a uma distância de aproximadamente 106 anos-luz (32,4 parsecs) da Terra.
HD 89307 é uma estrela parecida com o Sol com uma classificação estelar de G0 V,o que significa que é uma estrela de classe G da sequência principal (anã amarela). Sua massa é de 1,028 vezes a massa solar e seu raio de 1,05 vezes o raio solar. Irradia 1,24 vezes mais luminosidade que o Sol de sua atmosfera externa a uma temperatura efetiva de 5 950 K. Tem uma idade de aproximadamente 6,8 bilhões de anos e uma metalicidade (a abundância de elementos além de hidrogênio e hélio) menor que a solar, com uma abundância em ferro correspondente a 70% da abundância solar.
Em 2004, foi descoberto pelo método da velocidade radial um planeta extrassolar orbitando HD 89307. Orbita a estrela a uma distância média de 3,27 UA a cada 2 157 dias.
| Planeta | Massa           | Semieixo maior (UA) | Período orbital (dias) | Excentricidade |
| ------- | --------------- | ------------------- | ---------------------- | -------------- |
| b       | >1,78 ± 0,13 MJ | 3,27 ± 0,07         | 2 157 ± 63             | 0,241 ± 0,07   |